# Haute Sécurité (film, 1989)
Pour les articles homonymes, voir Haute Sécurité.
Pour plus de détails, voir Fiche technique et Distribution.
Haute Sécurité (Lock Up) est un film américain réalisé par John Flynn, sorti en 1989.
Le film suit Frank Leone, un détenu modèle, qui a bientôt terminé son temps d'incarcération. Mais, peu de temps avant sa sortie, il est transféré en pleine nuit dans une prison de très haute sécurité, sans raison apparente. À son arrivée, il est accueilli par le directeur de la prison qui n'est autre que Drumgoole, l'ancien directeur de la précédente prison d'où Frank s'était échappé pour aller voir son « père adoptif » mourant. Drumgoole, empli de haine et de vengeance, est bien décidé à faire payer Frank son affront et à le pousser à bout.

## Synopsis
Frank Leone, un mécanicien à Hoboken New Jersey, est un prisonnier modèle qui approche de la fin de sa peine à Norwood, une prison à faible sécurité. Il passe occasionnellement du temps à l'extérieur de la prison pour réparer des voitures, jouer au football et voir sa petite amie Melissa.
Alors qu'il dort dans sa cellule, des gardes arrivent et l'emmènent de force dans la brutale prison Gateway à sécurité maximale dirigée par le directeur Drumgoole. Ce dernier lui explique qu'il a arrangé cela en représailles à un incident au cours duquel Leone s'est échappé du poste précédent de Drumgoole, la prison de Treadmore, et a informé la presse du traitement réservé par Drumgoole à ses prisonniers, après qu'il a refusé d'accorder à Leone un congé d'une heure pour rendre visite à son mentor mourant. Non seulement cet incident a entraîné l'ajout de cinq ans de sécurité minimale à la peine de Leone, mais également le transfert de Drumgoole à Gateway, une marque négative sur son dossier professionnel.
Leone est maltraité par les gardiens et par un détenu dominant, Chink Weber, qui agit comme un fidèle de Drumgoole. Leone se lie d'amitié avec les autres prisonniers, Dallas, Eclipse et First-Base et leur montre comment il gère les difficultés de la prison. Le quatuor rénove une Ford Mustang dans le garage de la prison, qu'Eclipse surnomme Maybelline. Leone explique à Eclipse qu'il a été envoyé en prison pour s'être fait justice lui-même lorsqu'il s'est vengé d'une attaque contre son mentor. Après que Leone a autorisé à contrecœur First-Base à démarrer la voiture, celui-ci conduit la Mustang hors du garage et dans la cour de la prison. Ensuite, Drumgoole oblige Leone et ses amis à regarder les autres détenus détruire la voiture. Leone est envoyé à l'isolement pendant six semaines et torturé physiquement et psychologiquement par les gardiens. Cependant, le capitaine des gardes, Meissner et un autre garde Braden, deviennent tellement dégoûtés par le sadisme du directeur et de ses employés que Meissner décide de faire stopper le calvaire et libère Leone de l'isolement.
Dans le but de forcer Leone à casser et à compromettre sa position, le directeur demande à Chink Weber de tuer First-Base dans le gymnase, en l'écrasant par une barre d'haltérophilie. Enragé, Leone parvient à vaincre Weber d'un combat à mains nues, mais avant de le tuer, il y renonce, sachant que commettre un tel acte est précisément ce que veut Drumgoole. Saisissant cette opportunité, l'un des hommes de main de Chink empale Leone par derrière avec une tige. Alors que Leone se remet à l'infirmerie de la prison, un autre prisonnier lui dit qu'il a été engagé pour violer et assassiner Melissa. Cette nuit-là, Leone tente de s'échapper avec Dallas pour tenter de sauver Melissa, mais Dallas l'attire dans une impasse, où ils sont capturés par Drumgoole et ses gardes, parmi lesquels celui qui s'est fait passer pour le prisonnier qui a affirmé qu'il violerait Melissa. Il est révélé que Drumgoole a arrangé cela pour inciter Leone à tenter une évasion, afin de lui faire imposer une peine obligatoire de 10 ans, et a convaincu Dallas de l'aider dans son plan en échange d'une libération anticipée, bien que Drumgoole ait changé d'avis après la capture de Leone. Drumgoole laisse les deux détenus se faire battre par les gardes, mais Dallas, sachant que les autres prisonniers le tueraient après avoir trahi Leone, s'excuse auprès de ce dernier et s'électrocute ainsi que l'officier Manly pour aider Leone à s'échapper.
Enragé, Leone fait irruption dans le bureau de Drumgoole au lieu de s'échapper, l'emmène dans la chambre d'exécution et l'attache à la chaise électrique. Il active le générateur et fixe sa main à l'interrupteur. Les gardiens de prison pénètrent par effraction dans la salle d'observation des exécutions, ce qui entraîne un affrontement armé. Sous la menace d'être exécuté, le directeur avoue finalement son complot visant à augmenter le temps de prison de Leone. Celui-ci tire quand même sur l'interrupteur mais rien ne se passe. Il révèle ensuite qu'il a retiré l'un des fusibles avant de piéger le directeur pour qu'il avoue. Le capitaine Meissner et ses hommes appréhendent Leone, mais ils mettent également Drumgoole en garde à vue pour les aveux légaux. Bien que Drumgoole menace de représailles contre Meissner pour l'arrestation ; le capitaine tient néanmoins bon face au directeur.
Une enquête judiciaire est ouverte sur l'affaire du comportement corrompu du directeur et Leone ne purge que la peine de prison qui lui était imposée en premier lieu. Après avoir enfin achevé sa peine restante, Leone sort de prison sous les acclamations de ses codétenus et retrouve Eclipse une dernière fois. Il souhaite au revoir au capitaine Meissner et quitte Gateway pour embrasser Melissa qui l'attend à la sortie de la prison.

## Fiche technique
- Titre original : Lock Up
- Titre français et québécois : Haute Sécurité
- Réalisation : John Flynn
- Scénario : Richard Smith, Jeb Stuart et Henry Rosenbaum
- Musique : Bill Conti
- Décors : Bill Kenney
- Costumes : Bernie Pollack
- Photographie : Donald E. Thorin
- Montage : Don Brochu (de), Robert A. Ferretti, Michael N. Knue et Barry B. Leirer
- Production : Michael S. Glick, Charles Gordon, Lawrence Gordon, Lloyd Levin et Adam Simon
- Sociétés de production : White Eagle, Carolco Pictures et Gordon Company
- Société de distribution : TriStar (États-Unis)
- Pays de production :  États-Unis
- Format : couleur - 1,85:1 - Dolby - 35 mm
- Genre : drame carcéral
- Durée : 109 minutes
- Dates de sortie :
  - États-Unis : 4 août 1989
  - France : 30 août 1989

## Distribution
- Sylvester Stallone (VF : Michel Vigné) : Frank Leone
- Donald Sutherland (VF : Pierre Hatet) : Warden Drumgoole, directeur de la prison
- John Amos (VF : Mario Santini) : le capitaine Meissner
- Tom Sizemore (VF : Philippe Peythieu) : Dallas Eakins
- Sonny Landham (VF : Richard Darbois) : Chink Weber
- Larry Romano (en) (VF : Jean-François Vlérick) : Base
- Frank McRae (VF : Med Hondo) : Eclipse
- Darlanne Fluegel (VF : Véronique Augereau) : Melissa
- Jordan Lund (VF : Jacques Ferrière) : Manly
- William Allen Young (VF : Philippe Dumond) : Braden
- John Lilla (VF : Emmanuel Jacomy) : Wiley
- Dean Duval : Ernie
- Jerry Strivelli : Louie Munafo
- David Anthony Marshall (VF : Jean-Claude Robbe) : Mastrone
- Frank Pesce (en) : Johnson
- Danny Trejo : un membre du gang de Chink

## Production

### Attribution des rôles
Le rôle de Warden Drumgoole  était au départ pour Paul Newman et celui de Leone Clint Eastwood. Ensuite c’est James Woods qui fut proposé pour le rôle de Frank Leone mais, après avoir refusé le rôle, il conseilla à son ami Sylvester Stallone de jouer dans le film que ce dernier accepta[réf. nécessaire].
Tom Sizemore décroche ici son premier rôle au cinéma. Danny Trejo, ancien détenu (tout comme Sonny Landham), apparait ici comme l'un des membres du gang de Chink. Par ailleurs, de véritables détenus de la prison d'État de l'East Jersey apparaissent à l'écran. Ce film marque aussi la 4e et dernière collaboration entre Sylvester Stallone et Frank McRae après F.I.S.T, La Taverne de l'enfer et Rocky 2.

### Tournage
Le tournage a lieu à Hoboken, ainsi que dans la prison d'État de l'East Jersey et prison d'État du New Jersey (en), situées respectivement à Woodbridge Township et Trenton, dans le New Jersey, de février à mai 1989.

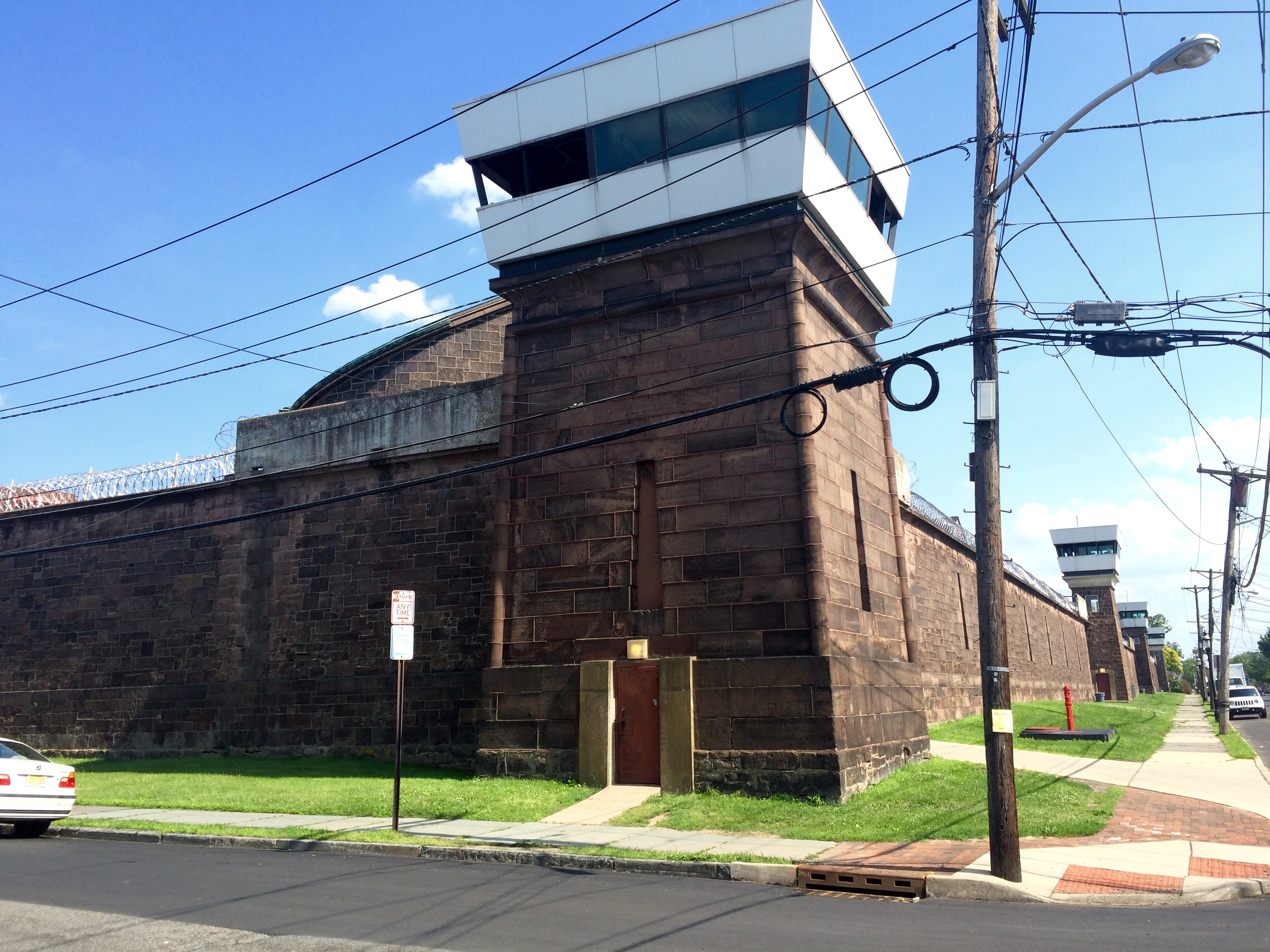
prison d'État du New Jersey
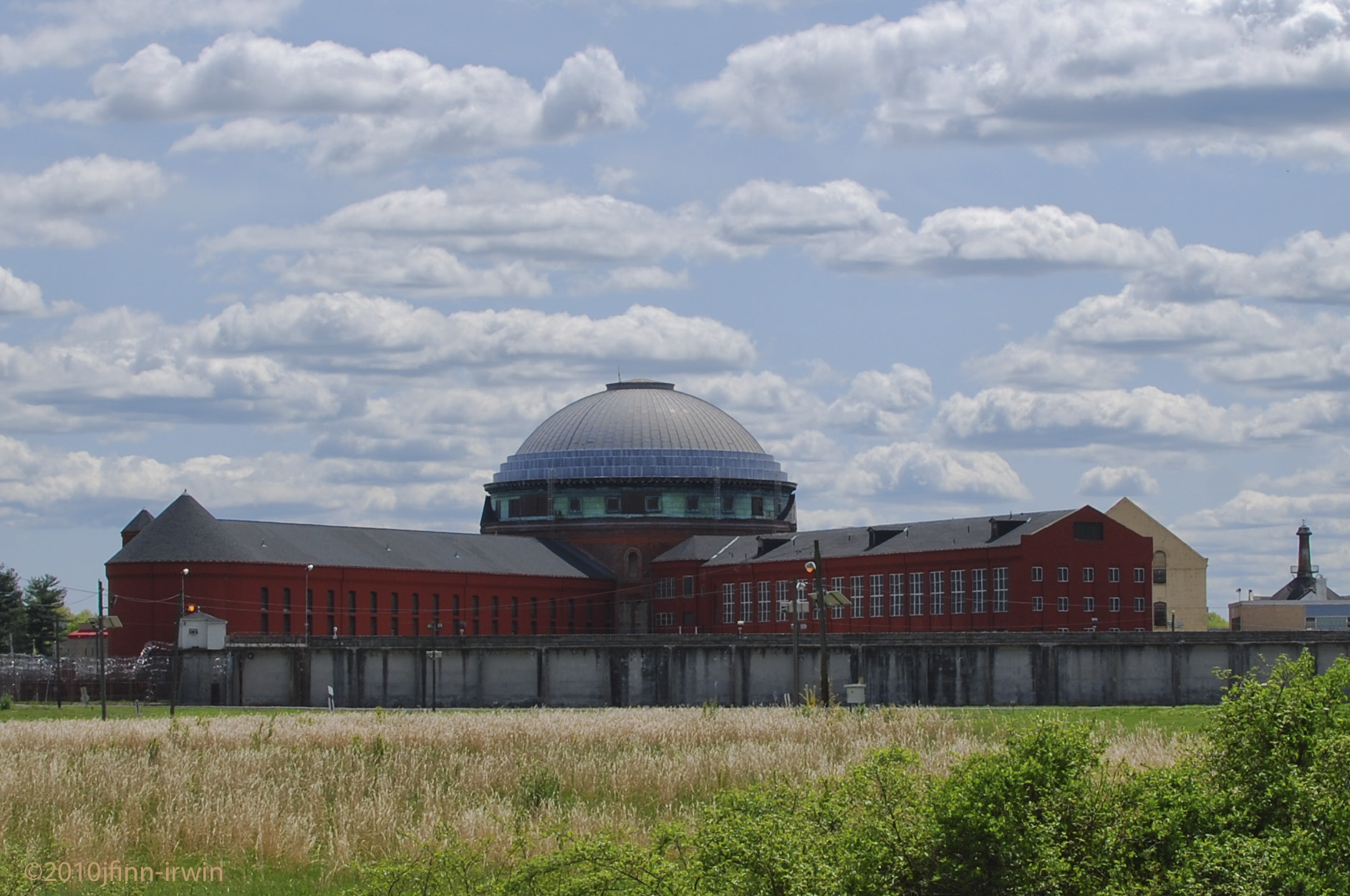
prison d'État de l'East Jersey

### Musique
- Vehicle, interprété par The Ides of March (en)
- Ever Since The World Began, interprété par Jimi Jamison

## Distinctions
- Razzie Awards 1990 : nomination au prix du Pire film, Pire acteur pour Sylvester Stallone et Pire second rôle masculin pour Donald Sutherland.

## Box-office
- États-Unis : 22 099 847 $[4]
- France : 1 234 950 entrées[5]

## Autour du film
Depuis Rocky (1976), c'est la première fois qu'Alain Dorval n'est pas la voix française de Sylvester Stallone. Il est remplacé ici par Michel Vigné.
Chuck Wepner, le boxeur qui a inspiré Sylvester Stallone pour créer le personnage de Rocky Balboa, était détenu dans la prison où a été tourné le film.
Les règles dans la prison dépeinte dans le film et celles dans la vie réelle ne semblent pas être identiques. Des prisonniers possèdent des ceintures alors que normalement, c'est interdit. Même chose pour un faux détenu qui possède les cheveux longs.